# Bacúrio II
Bacúrio II (em latim: Bacurius; em grego: Βακούριος; romaniz.: Bakoúrios; em georgiano: ბაკურ; romaniz.: Bakur), da dinastia cosroida, foi um rei (mefe) do Reino da Ibéria de 534 a 547.

## Nome
Pácoro (Pacorus; Πάκορος, Πακώρος, Παχορος, Pákoros, Pakṓros, Pachoros), Pacores (Πακορης, Pakorēs), Pácuro (Πάκουρος, Pákouros), Pacúrio (Pacurius; Πακούριος, Pakoúrios) ou Bacúrio (Bacurius; Βακούριος, Bakoúrios) são as formas latina e grega do iraniano médio Pacur (Pakur), derivado do iraniano antigo Baguepur (bag-puhr), "filho de um deus". Foi registrado em armênio (Բակուր) e georgiano (ბაკური) como Bacur (Bakur), em siríaco como Pacor (ܦܩܘܪ, Paqor), em gandari como Pacura (𐨤𐨐𐨂𐨪) e em aramaico como Pacur (𐡐𐡊𐡅𐡓𐡉, pkwry).

## Vida
Bacúrio era filho e sucessor de Dachi. De acordo com o cronista georgiano medieval Juanxer, morreu deixando filhos pequenos e a Ibéria caiu sob domínio do Império Sassânida. Teve dois filhos, Farasmanes V e um dos pais de Farasmanes VI.